# Tjautjas
Tjautjas (także Tjautjasjaur, Tjautjasjaure lub Čavččas) – miejscowość w północnej Szwecji, w Laponii. Leży w gminie Gällivare, w regionie Norrbotten i liczy 216 mieszkańców (2005). Tjautjas leży 30 km na północ od Gällivare/Malmberget.
Nazwa Tjautjas znaczy w języku lapońskim Jezioro Jesienne. Ta stuletnia wieś leży na obszarze 9 niskich wzgórz morenowych o kształcie płaskowyżów, otoczonych zbiornikami wodnymi.
Pomiędzy Koskullskullem a Tjautjasem znajduje się Djävulsklyftan (Diabelska Przepaść) – dwukilometrowy kanion o pionowych, 30 m wysokich ścianach. Szerokość kanionu wynosi 50-100 m. W języku potocznym kanion nazywany jest Cmentarzem Reniferów, od licznych wypadków tych zwierząt, które tu powpadały podczas poszukiwania pokarmu.